# Nikolai Alexejewitsch Jefimow
Nikolai Alexejewitsch Jefimow (russisch Николай Алексеевич Ефимов; * 1897 in Tschernobyl; † 14. August 1937) war ein ukrainisch-russischer Offizier der Roten Armee und KomKor.

## Leben
Jefimow, Sohn eines Beamten, besuchte das Gymnasium in Kiew und absolvierte dann das Kiewer Polytechnikum. Im Ersten Weltkrieg wurde er 1916 zur zaristischen Armee eingezogen und war am Ende des Krieges Podporutschik.
Nach der Oktoberrevolution trat Jefimow 1918 in die Kommunistische Partei ein. Während des Russischen Bürgerkrieges wurden ihm verschiedene höherrangige Kommandeursaufgaben übertragen. Daneben studierte er an der Militärakademie der Roten Armee (1919–1922). 1921–1923 war er Stabschef der Tschekatruppen. 1924 wurde er Geschäftsführer der Stabsabteilung der Roten Armee und 1926 Vizerüstungschef. 1931 wurde er Chef der Hauptverwaltung für Raketen und Artillerie und 1934 Mitglied des Kriegsrats beim Volkskommissariat für Verteidigung.
Jefimow wurde am 22. Mai 1937 verhaftet, am 14. August 1937 vom Militärkollegium des Obersten Gerichts der UdSSR zum Tode verurteilt und am gleichen Tage erschossen. Am 9. Februar 1957 wurde er rehabilitiert.

## Ehrungen
- Rotbannerorden (zweimal)